# Karabin Mauser Gew98
Gewehr 98 (Gew98) – niemiecki karabin powtarzalny, zaprojektowany przez Paula Mausera w 1895 r. Podstawowy karabin armii niemieckiej w latach 1898–1935, zastąpiony w tej roli od 1935 r. przez karabinki Kar98k (będące jego skróconą i zmodyfikowaną wersją).
Szeroko eksportowany jak i produkowany licencyjnie za granicą. Stał się podstawą do opracowania licznych modeli karabinów i karabinków użytkowanych przez wiele armii świata, zarówno w czasie pierwszej jak i drugiej wojny światowej. Szerokie rozpowszechnienie broni opartej na systemie Mauser 98 zapoczątkowanym przez Gew98, czynią tę konstrukcję jedną z najpopularniejszych wśród karabinów powtarzalnych XX w. Opracowane na jego bazie karabiny sportowe i myśliwskie są nadal produkowane współcześnie.

## Historia

### Geneza i przyjęcie na uzbrojenie
W 1886 roku armia francuska wprowadziła na wyposażenie karabin Lebel Mle 1886, który zasilany był nowym typem amunicji, elaborowanej nowoczesnym prochem bezdymnym o znacznie lepszych właściwościach niż stosowany dotychczas proch czarny. W odpowiedzi na to armia niemiecka w pośpiechu przystąpiła do opracowywania własnego karabinu dostosowanego do tego typu materiału miotającego. Powstały w takich warunkach karabin Gew88, okazał się jednak bronią zawierającą wiele błędów konstrukcyjnych (między innymi źle zaprojektowany przewód lufy, wykonywanej dodatkowo ze stali o niedostatecznej wytrzymałości czy wieloczęściowa konstrukcja zamka osłabiająca jego wytrzymałość mechaniczną). Pomimo późniejszych poprawek i modernizacji, początkowe problemy z Gew88 sprawiły, że zyskał on opinię broni zawodnej, co zainicjowało poszukiwanie nowej konstrukcji.
W związku z tym pod koniec XIX wieku w firmie Waffenfabrik Mauser, grupa konstruktorów pod przewodnictwem dyrektora technicznego Paula Mausera opracowała nowy karabin, który został przyjęty na wyposażenie armii niemieckiej jako Infanteriegewehr Modell 98 (skr. Gewehr 98 lub Gew98). W przeciwieństwie do swojego poprzednika, nowa broń nie została jednak od razu masowo wprowadzona na wyposażenie, a pierwsza partia produkcyjna w liczbie 10 000 egzemplarzy, została skierowana do wybranych jednostek piechoty w celach testów. Pozytywne wyniki prób poligonowych sprawiły, że rząd wykupił od Mausera licencję i rozpoczął przygotowania do masowej produkcji w Arsenałach Królewskich w Prusach (Erfurt, Gdańsk i Spandau) oraz w Bawarii (Amberg). 
Pierwsze duże dostawy nowych karabinów trafiły w 1901 roku do Kaiserliche Marine, a następnie do Wschodnio-Azjatyckiego Korpusu Ekspedycyjnego oraz trzech pruskich Korpusów Gwardii. W 1904 roku doszło do pierwszego większego zamówienia w firmach prywatnych. Zamówiono 290 000 egzemplarzy w Waffenfabrik Mauser oraz 210 000 w Deutsche Waffen- und Munitionsfabriken. Produkcja zarówno w zakładach państwowych, jak i prywatnych spowodowała, że już w 1907 roku, w Gew98 przezbrojono prawie wszystkie jednostki liniowe. Do 1912 roku udało się uzbroić w nie większość oddziałów rezerwowych i czynnych jednostek Landwehry.
Karabiny Gew98 przeszły swój chrzest bojowy podczas powstania bokserów w Chinach. Później wykorzystywano je także podczas walk przeciwko plemionom Hererów w Niemieckiej Afryce Południowo-Zachodniej.

### Pierwsza modernizacja
W 1905 roku na wyposażenie wprowadzono nowy wariant naboju 7,92 × 57 mm, którym Gew98 był zasilany. Nowy wariant posiadał pocisk ostrołukowy o nieco większej średnicy (8,23 mm względem wcześniejszych 8,09 mm), przez co był niezamienny ze swoim poprzednikiem. Dostosowanie broni do nowej amunicji wymagało wprowadzenia nowych luf, które w karabinach wymieniano, bądź przekalibrowywano stare. Konieczne stało się również dostosowanie celowników do balistyki nowych pocisków. Tak zmodernizowane karabiny oznaczano literą „S” wybijaną na lufie przed komorą zamkową.

### I wojna światowa

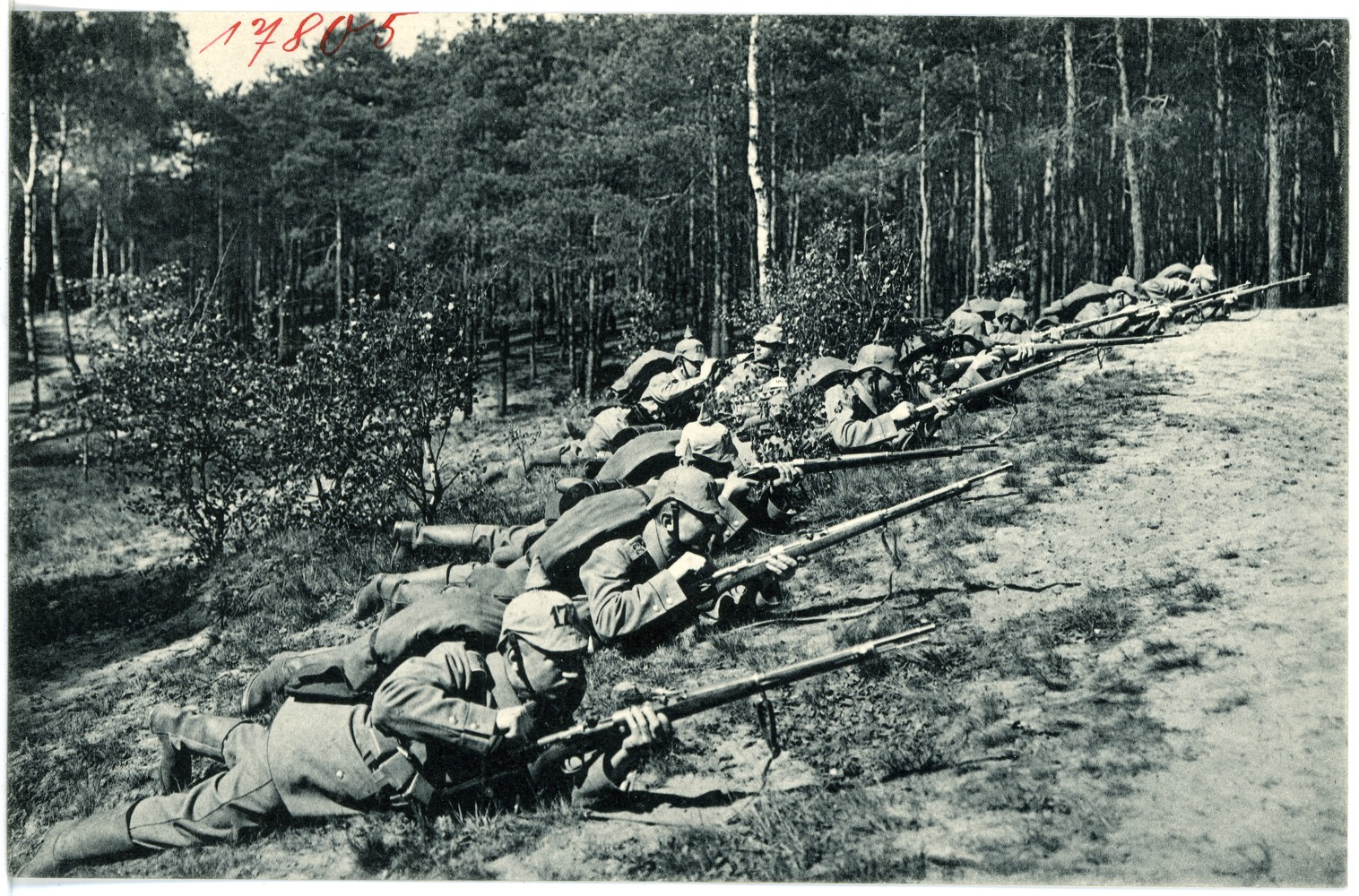
Niemieccy żołnierze z karabinami Gew98 w 1914 r.

W chwili wybuchu I wojny światowej Gew98 był podstawowym karabinem Armii Cesarstwa Niemieckiego. Miał on opinię broni nowoczesnej, charakteryzującej się wytrzymałością i niezawodnością działania. Ceniono też dużą szybkostrzelność praktyczną, dobrą celność i niewielki odrzut
Zaangażowanie Niemiec w walkę na dwóch frontach, a co za tym idzie duże straty w ludziach i sprzęcie spowodowały, że wkrótce przemysł zbrojeniowy zaczął wykazywać niewydolność w zaspokajaniu potrzeb uzbrajania kolejnych fal mobilizacyjnych. Aby temu zaradzić, w 1916 roku uruchomiono program mający na celu znaczne przyśpieszenie i zwiększenie produkcji karabinów. Wiązało się to zarówno z włączeniem do produkcji nowych zakładów jak i z obniżeniem jakości karabinów (np. zaczęto stosować kolby z drewna bukowego zamiast orzechowego), oraz uproszczeniem konstrukcji przeznaczonych do nich bagnetów (tzw. bagnety zastępcze). Doświadczenia wynikające z działań wojennych doprowadziły również do wprowadzenia szeregu akcesoriów do Gew98 jak np. osłony zamka ograniczające ryzyko jego zapiaszczenia, granatniki nasadkowe (wzorowane na francuskich VB), czy magazynki o zwiększonej pojemności (25 nabojowe).
Wiosną 1915 roku zapadła decyzja o wyposażeniu 15 tys. karabinów w celowniki optyczne dla strzelców wyborowych. Aby zamontować je bezpośrednio nad komorą zamkową konieczne było wprowadzenie nowej wygiętej w dół rączki trzonu zamkowego aby nie zawadzała ona o celownik w trakcie przeładowywania. Dla nowej rączki konieczne było również wprowadzenie wyżłobienia w łożu. Celowniki optyczne o powiększeniu x3 i x2,5 były produkowane przez firmy takie jak: Görtz, Gérard, Oige, Zeiss, Hensoldt, Voigtländer. Stosowano też celowniki cywilne następujących wytwórców: Bock, Busch i Füss. W wypadku nisko zamontowanego celownika pojawiał się problem z korzystaniem z bezpiecznika. Problem usunięto przez zastosowanie wyższego montażu. W czasie I wojny światowej przerobiono na karabiny wyborowe 18 421 egzemplarzy Gew98.
Do końca konfliktu wyprodukowano ponad 5 milionów tych karabinów.

### Okres międzywojenny

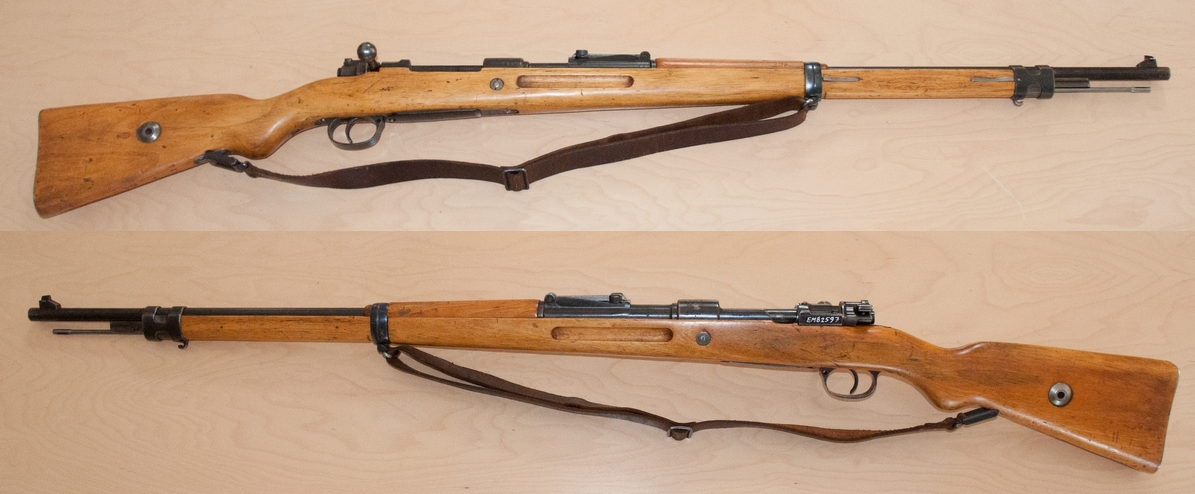
Kar98b zmodernizowana wersja Gew98 z okresu międzywojennego

Po przegranej wojnie, w wyniku postanowień traktatu wersalskiego, nowe niemieckie siły zbrojne (Reichswehra) obarczone zostały poważnymi ograniczeniami, zarówno pod względem liczebności (do 100 000 żołnierzy) jak i posiadanego uzbrojenia. Posiadane zapasy karabinów Gew98 poddano w tym okresie modernizacji do tzw. „wariantu przejściowego”, co wiązało się między innymi ze stosowaniem nowych celowników krzywkowych wzorowanych na stosowanych dotychczas w karabinkach Kar98AZ, a także oksydowaniu komór zamkowych. Tak zmodernizowane karabiny zostały przyjęte na uzbrojenie jako „karabinki” Karabiner 98b (skr. Kar98b), mimo iż broń ta nie uległa skróceniu co sugerowałaby nowa desygnata.
W połowie lat 30 XX wieku do produkcji wprowadzono nowy, tym razem skrócony już karabinek Kar98k, którym zaczęto zastępować I-wojenne Gew98 (Kar98b), aż do ich całkowitego wyparcia z uzbrojenia liniowego przed II wojną światową.

## Opis techniczny

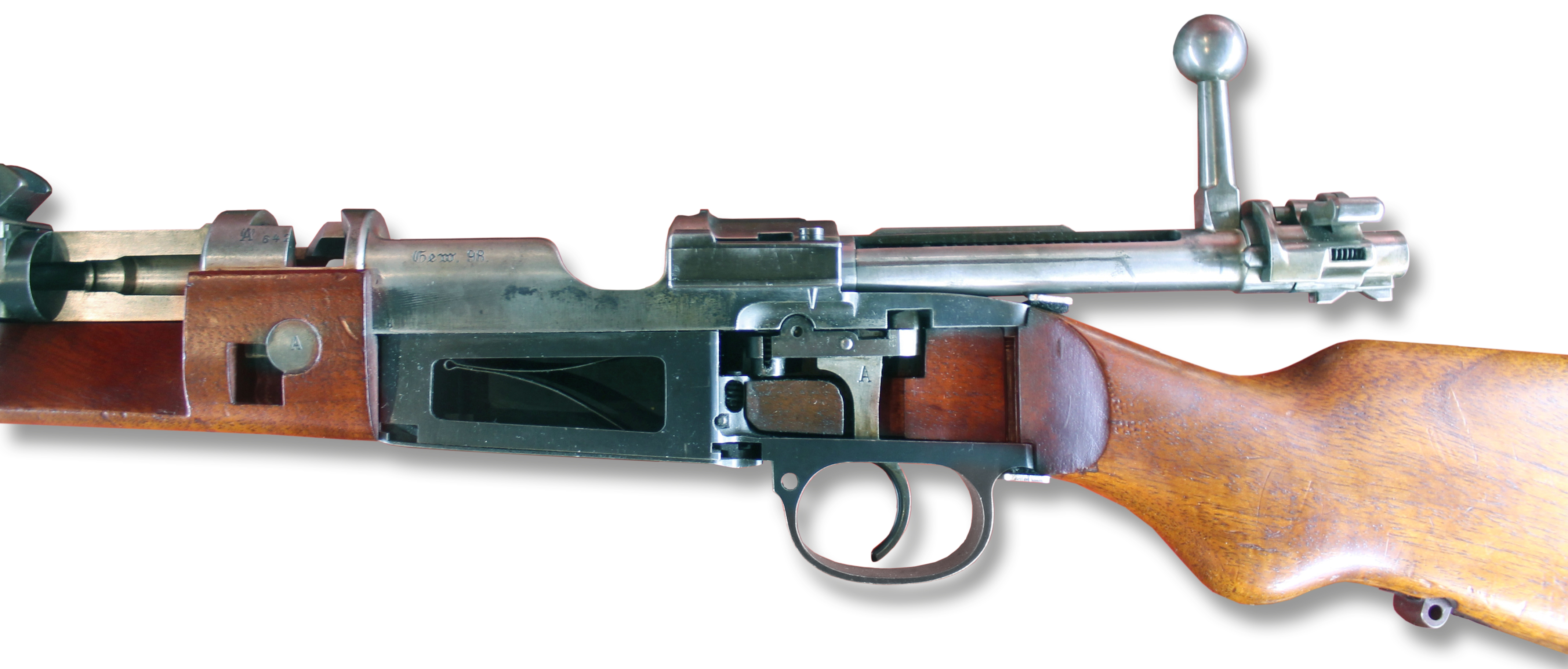
Przekrój Gew98

Gew98 wyposażony jest w zamek czterotaktowy ślizgowo-obrotowy, jego bezpiecznik posiada nastawy o trzech pozycjach:
- 1 pozycja (bezpiecznik ustawiony na prawo) – iglica zablokowana, zamek zablokowany
- 2 pozycja (bezpiecznik ustawiony na środku) – iglica zablokowana, zamek ruchomy
- 3 pozycja (bezpiecznik ustawiony na lewo) – iglica odblokowana, zamek ruchomy – karabin gotowy do strzału

Włączenie bezpiecznika, możliwe jest tylko w przypadku gry broń jest załadowana. Broń posiada magazynek stały o pojemność 5 naboi. Naboje można ładować pojedynczo, bądź za pomocą 5-nabojowej łódki. Magazynek może zostać opróżniony za pomocą operowania zamkiem (bez względu na ustawienie bezpiecznika), lub poprzez odkręcenie jego denka. W okresie I wojny światowej, stosowano również specjalne magazynki o zwiększonej pojemności (25 nabojowe).
Gew98 wyposażony był w celownik szczerbinkowy z muszką typu otwartego i pierwotnie łukową linią celownika z wcięciem typu V, określaną jako tzw. Lange Visier. Pierwotnie celownik został zaprojektowany dla naboju M/88 7,92 mm × 57 mm I z pociskiem tępołukowym i posiadał zakres nastaw od 200 do 2000 m w 100 m odstępach. Po 1905 roku celownik został zmodyfikowany do zasilania nowym nabojem 7,92 mm × 57 mm IS z pociskiem ostrołukowym i posiadał zakres nastaw od 400 do 2000 m w 100 m odstępach. W okresie międzywojennym wprowadzono nowy celownik krzywkowy.
Kolba Gew98 wyposażona była w chwyt pistoletowy. W wersji przedwojennej wykonywana była z drewna orzechowego sezonowanego przez 3 lata. W 1917 roku w wyniku niedostatków surowca, kolby zaczęto wykonywać z drewna bukowego lub dębowego, przez co były cięższe i mniej wytrzymałe. Pod komorą nabojową umieszczano śrubę, której zadaniem było przenoszenie energii odrzutu na kolbę. Nakładka lufy przykrywała odcinek od celownika do bączka pośredniego. 

### Akcesoria

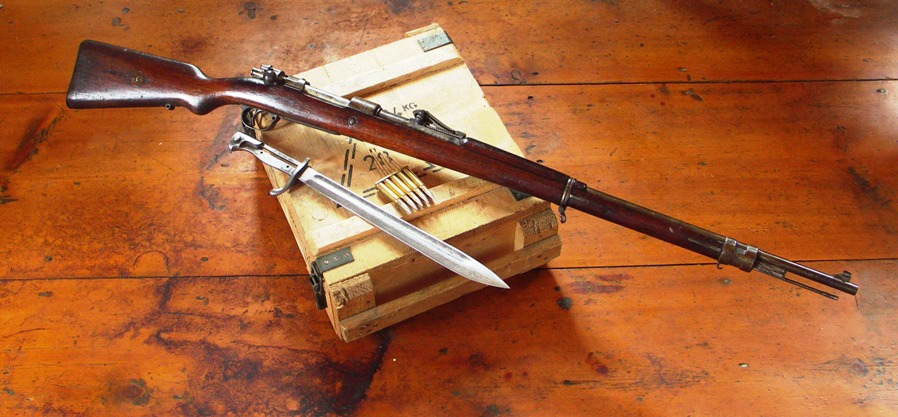
Gew98 z bagnetem S98/05 i nabojami spiętymi w łódkę

Karabiny wydawane były ze skórzanym pasem nośnym. W czasie I wojny światowej, z powodu niedostatków skóry, pasy wykonywano z brezentu. Karabin posiadał możliwość montażu granatnika nasadkowego. 
W Gew98 stosowano standardowo 2 podstawowe rodzaje bagnetów: S98 oraz wprowadzony w 1905 roku S98/05
. Osada bagnetu miała długość 4,5 cm, zapewniając odpowiednią stabilność dzięki czemu nie musiał on być wyposażany w pierścień do oparcia na lufę.

## Użytkownicy
- Cesarstwo Niemieckie/ Republika Weimarska/ III Rzesza – podstawowy karabin niemieckich sił zbrojnych w latach 1898-1935. Zastąpiony następnie przez jego skróconą i zmodernizowaną wersję (Kar98k). W niewielkim zakresie wykorzystywany jeszcze w trakcie II wojny światowej (głównie przez formacje tyłowe).
- Chiny[12] – używany przez chińską Armię Narodowo-Rewolucyjną w okresie od chińskiej wojny domowej aż do wojny w Korei[potrzebny przypis].
- frankiści/ Hiszpania – w trakcie hiszpańskiej wojny domowej karabiny Gew98 używane były przez siły nacjonalistów Francisco Franco, a także przez wspierającą ich niemiecką formację ochotniczą Legion Condor. W latach 60. XX wieku większość z tych karabinów została sprzedana do USA jako tanie karabiny sportowe.
- Imperium Osmańskie/ Turcja – Imperium Osmańskie jako sojusznik Cesarstwa Niemieckiego, uzyskało sporo egzemplarzy Gew98 w ramach wsparcia. W okresie republiki większość z nich została zmodernizowana do standardu M38, między innymi poprzez skrócenie lufy.
- Norwegia[potrzebny przypis]
- Polska – po odzyskaniu niepodległości, formowane Wojsko Polskie posiadało dużą liczbę Gew98 z zapasów niemieckich, które przyjęto na wyposażenie jako kb wz. 98. Dzięki otrzymaniu wyposażenia gdańskiej fabryki broni, możliwe stało się uruchomienie krajowej produkcji tych karabinów w warszawskiej Fabryce Karabinów, która trwała do 1922 roku. Wspomagano się również dodatkowymi zakupami bądź wymianami z innymi państwami. Łącznie w sierpniu 1922 roku Wojsko Polskie posiadało na stanie 178 000 sztuk kb wz. 98. W 1936 roku rozpoczęto produkcję nieznacznie zmodyfikowanego kb wz. 98a. W sierpniu 1939 roku Polska posiadała już 241 000 kb wz. 98 i około 70 000 kb wz. 98a.[13]
- Urugwaj[potrzebny przypis]